# Майкрософт Україна
«Майкрософт Україна» (англ. Microsoft Ukraine) — ІТ-компанія з програмного забезпечення в Україні, частина міжнародної інформаційно-технологічної транснаціональної корпорації Microsoft, що в Україні З 2003 року. Офіс у Києві відкрито 25 червня 2003 р. 
До завдань підприємства входить розвиток ринку програмного забезпечення та просування продуктів Microsoft, підтримка партнерів та замовників, а також локалізація новітніх технологій корпорації та реалізація соціальних проєктів на території України.
Підприємство є членом Американської торговельної палати в Україні, Європейської бізнес асоціації, Асоціації підприємств інформаційних технологій України (з 2008).

## Хронологія подій
У 2009 Україна стала учасницею Програми урядової безпеки Microsoft (Government Security Program). В рамках програми компетентні органи отримують доступ до коду операційної системи Microsoft, а також до технічної документації та консультацій фахівців.
У березні 2012 вісім продуктів Microsoft отримали сертифікати Державної служби спеціального зв'язку та захисту інформації України, що підтверджує їхню відповідність вимогам технічного захисту інформації в державі:
- Microsoft Windows 7 Enterprise SP1
- Microsoft Windows Server 2008 R2 Enterprise Edition SP1
- Microsoft SQL Server 2008 R2 Enterprise
- Microsoft SharePoint Server 2010 SE
- Microsoft Exchange 2010 SE
- Microsoft Lync Server 2010 EE
- Microsoft Forefront Threat Management Gateway2010
- Microsoft Forefront Endpoint Protection 2010

Раніше для використання в державних установах були сертифіковані операційні системи — Windows Vista і Windows XP SP.

## Партнерство
У грудні 2019 року Київстар і Microsoft Україна уклали стратегічне партнерство. В рамках меморандуму про взаєморозуміння компанії домовилися: спільно розробляти і просувати конвергентні корпоративні рішення в області IoT, Big Data, AI та хмарних обчислень; об'єднати потужності та можливості Київстар з провідними технологіями Microsoft для запуску рішень на базі AI; за погодженим планом спільно розробляти інноваційні рішення IoT на платформі Microsoft Azure, які будуть підкріплені аналізом даних, передовими технологіями мобільного зв'язку та обчислювальними можливостями

## Активність, заходи та співробітництво компанії
Щорічно, починаючи із 2017 року «Microsoft Україна» проводить Digital Evolution Forum. Ключові посилання заходу: неуникність цифрової трансформації та технології як двигун індустрій.
Компанія Microsoft у рамках Global Teacher Prize Ukraine обрала переможницею вчительку комп'ютерних наук зі Львова Анну Величко, що викладає у приватній інноваційній школі ThinkGlobalLviv.
«Microsoft Україна» приєдналась до проєкту "Smart city" у Харкові. У жовтні 2019 року міська влада Харкова і директор ТОВ «Майкрософт Україна» Ян Пітер де Йонг підписали меморандум про співпрацю.
Microsoft став партнером заходу з популяризації вивчення інформатики — Тижня коду, який проходив з 9 по 15 грудня в київському ліцеї “Наукова зміна”.

## Відзнаки
У 2010 «Майкрософт Україна» визнано переможцем Національного конкурсу «Благодійник року» в номінації «Транснаціональна компанія».
У 2010-2013 компанія є незмінним переможцем щорічного конкурсу «Ukrainian IT-Channel Award» у номінації «Найкращий вендор програмного забезпечення».

## Керівники підприємства
Генеральним директором «Майкрософт Україна» з 2007 року був Ерік Франке. У 2009 на цій посаді його замінив Дмитро Шимків. Із жовтня 2014 генеральним директором «Майкрософт Україна» була Васильєва Надія Борисівна. З лютого 2019 року представництво «Microsoft» в Україні очолив новий генеральний директор Ян Пітер де Йонг. Ян Пітер відповідає за стратегічне зростання, трансформацію українських клієнтів та партнерів, а також посилений фокус закцентований на цифровізацію країни.